# The Phantom Tollbooth
The Phantom Tollbooth (cunoscut și ca The Adventures of Milo in the Phantom Tollbooth)  este un film ce combină animația cu acțiunea pe viu și se bazează pe cartea pentru copii din 1961 cu același nume de către Norton Juster. Filmul a fost produs de Chuck Jones la MGM Animation/Visual Arts și îl are ca rol principal pe Butch Patrick ca băiețelul Milo. Jones de asemenea a regizat filmul, cu excepția secvențelor în acțiune pe viu ce au fost făcute de Dave Monahan. Filmul a fost lansat în cinematografe de Metro-Goldwyn-Mayer pe 7 noiembrie 1970 și a fost ultimul film MGM care include atât acțiune pe viu cât și animație. Terminat în 1968, filmul a fost reținut de la lansare până spre sfârșitul anilor 70 din cauza unor probleme interioare. Studioul de animație s-a închis nu foarte curând după acest film, iar MGM a abandonat industria animației pe bune. Norton Juster nu a avut vreo implicare în această adaptare și și-a exprimat ura pentru acest film într-un interviu.
În România acest film s-a difuzat în trecutul îndepărtat, în anii 90, pe canalul Cartoon Network ca parte a programului Cartoon Network Cinema, iar în 2007 s-a difuzat și pe Boomerang ca parte a programului Boomerang Cinema, însă emisia a fost doar în limba engleză.

## Premisă
Milo, un băiețel plictisit și obosit din San Francisco, este uimit de sosirea bruscă a unui pachet uriaș. Înăuntru se află o stație de taxare ce este de fapt un portal către un univers magic paralel. În timp ce Milo pășește în aceasta, personajul se transformă în animație iar mașina sa de jucărie îl duce către Împărăția Înțelepciunii, în Terenurile de Dincolo și orașele Dictionopolis și Digitopolis.
Alături de Tock, un "câine de pază" ce are un ceas de buzunar imens în corp, Milo are o mulțime de aventuri în locuri ca Munții Ignoranței, Demoralizarei, Dictionopolis, Digitopolis și Castelul din Aer. Împreună trebuie să le salveze pe Prințesele Rimă și Rațiune (Princesses Rhyme and Reason), care sunt ținute captive în Castelul din Aer, și să readucă ordinea în Împărăția Înțelepciunii. Personajele excentrice pe care le întâlnesc sunt Whether Man, Farsorul (Humbug), Albinuța Ortografică (the Spelling Bee), gălăgiosul Doctor Kakofonous A. Dischord, Regele Azaz, Matemagicianul, Taxatorul de Simțuri (the Senses Taker), Officer Short Shrift precum și Demonul Nesincerității, Trivium cel Teribil și Giganticul din Gelatină.

## Legături externe
- The Phantom Tollbooth la Internet Movie Database
- The Phantom Tollbooth pe site-ul The Big Cartoon DataBase